# Saison 4 de Sliders
Chronologie
Saison 3 Saison 5
Cet article présente le guide des épisodes de la quatrième saison de série télévisée américaine Sliders : Les Mondes parallèles.

## Épisodes

### Épisode 1:Un monde sous tutelle
- Titre original : Genesis
- Numéro(s) : 49 (4-01)
- Scénariste : David Peckinpah
- Réalisateur : Reza S. Badiyi
- Diffusion(s) :
  -  États-Unis : 8 juin 1998 sur Sci Fi Channel
  -  France : 28 février 2000 sur M6
- Résumé :

Après avoir passé trois mois à chercher leurs amis, Quinn et Maggie arrivent sur le monde d’origine de Quinn, mais celui-ci a été décimé par les Kromaggs. Ils font la connaissance d’Otis et de Martha, deux personnes ayant connu Wade et Rembrandt qui décident de les aider. Otis est tué par les kromaggs. Rembrandt, quant à lui, se trouve emprisonné dans une cellule. Il ne reconnaît pas ses amis au départ, mais Quinn et Maggie lui ouvrent les yeux. Bientôt, le groupe apprend que Wade a été envoyée sur une autre dimension dans un camp de reproduction. Quinn est capturé et jeté en cellule où il retrouve sa mère qui lui apprend qu’il vient d’un monde parallèle et que ses parents biologiques l’ont placé sur cette terre afin qu’il ne soit pas le témoin d’une guerre. Le frère de Quinn aurait lui aussi été envoyé sur une autre Terre. Après que Martha se soit fait tuer, les glisseurs décident de partir à la recherche de Wade et du frère de Quinn, quitte à ne plus jamais revenir sur cette Terre.
- Commentaire :
- À partir de cet épisode, les Kromaggs communiquent directement avec les hommes, contrairement à leur première apparition dans l'épisode un monde d'envahisseurs (saison 2, épisode 9).
- John Walcutt (Michael Mallory) apparaît dans cet épisode; il est à noter qu'il ne s'agit pas du même acteur qui interprétait Michael Mallory jusqu'à présent.
- Rembrandt n'a plus sa moustache.
- À partir de cet épisode, Jerry O'Connell est producteur sur la série.

### Épisode 2:Un monde de faux prophètes
- Titre original : Prophets and Loss
- Numéro(s) : 50 (4-02)
- Scénariste : Bill Dial
- Réalisateur : Mark Sobel
- Diffusion(s) :
  -  États-Unis : 8 juin 1998 sur Sci Fi Channel
  -  France : 29 février 2000 sur M6
- Résumé :

Les glisseurs arrivent sur une Terre où la science a été bannie au profit de la religion. Ils doivent rester trois jours sur ce monde. Mais ils découvrent qu’un oracle malhonnête subtilise les économies des citoyens et leur fait croire qu’ils vont voyager dans un autre monde alors qu’en réalité, ces gens meurent brûlés. Ils décident de s’allier avec un homme qui a créé une association anti-religion.
- Commentaire : 
  - Les glisseurs, lorsqu’ils se présentent à l’oracle, disent qu’ils viennent de l’Oregon.

### Épisode 3:Un monde de cobayes
- Titre original : Common Ground
- Numéro(s) : 51 (4-03)
- Scénariste : Chris Black
- Réalisateur : Reza S. Badiyi
- Diffusion(s) :
  -  États-Unis : 15 juin 1998 sur Sci Fi Channel
  -  France : 1er mars 2000 sur M6
- Résumé :

Après s’être échappé d’un monde où Rembrandt s’apprêtait à être sacrifié par des divinités, les glisseurs arrivent sur une terre où les Kromaggs se servent des humains pour leurs expériences. Maggie sauve le chef Kromagg d’une fusillade et ce dernier, reconnaissant, décide d’épargner les glisseurs. Pendant ce temps, Rembrandt et Quinn ont une légère altercation lorsque le charmeur découvre la vérité de ce monde.
- Commentaire :
- Une allusion est faite à l'épisode un monde d'envahisseurs (saison 2, épisode 9).
- Carl Gabriel Yorke (le leader Kromagg) apparaît également dans l'épisode un monde de répression (saison 4, épisode 11).

### Épisode 4:Un monde virtuel
- Titre original : Virtual Slide
- Numéro(s) : 52 (4-04)
- Scénariste : Keith Damron
- Réalisateur : Richard Compton
- Diffusion(s) :
  -  États-Unis : 22 juin 1998 sur Sci Fi Channel
  -  France : 2 mars 2000 sur M6
- Résumé :

Les glisseurs s’échappent d’une Terre Jivaro et arrivent sur un nouveau monde. Maggie est légèrement blessée lors d'une explosion. Lors de son hospitalisation, un homme se présentant comme médecin propose de la soigner en la plongeant dans une thérapie : « la médecine par la réalité virtuelle ». Mais en fait, Maggie a été enlevée par un cadre qui compte bien se servir d’elle afin de lui soutirer les secrets de la glisse en manipulant son esprit. Tout commence, avec un général qui les accueille et leur annonce qu'ils sont arrivés sur leur « Terre originelle »…
- Commentaire :
- Une allusion est faite à l'épisode un monde de pyramides (saison 3, épisode 14).
- On apprend, au cours de cet épisode, que Rembrandt a travaillé à la chaîne durant un an.

### Épisode 5:Un monde surpeuplé
- Titre original : Worldkiller
- Numéro(s) : 53 (4-05)
- Scénariste : Marc Scott Zicree
- Réalisateur : Reza S. Badiyi
- Diffusion(s) :
  -  États-Unis : 29 juin 1998 sur Sci Fi Channel
  -  France : 3 mars 2000 sur M6
- Résumé :

Les glisseurs arrivent sur une Terre où ils rencontrent le double de Quinn, qui a testé son minuteur sur toute la population et a envoyé tous ses concitoyens sur une autre Terre. Après avoir réussi à réparer le minuteur du double de Quinn, ils arrivent à localiser ladite population qui se trouve sur un monde surpeuplé.
- Commentaire :
- Au début de cet épisode, les glisseurs sortent d'une salle de cinéma diffusant "The Man Who Would Be King", avec Clark Gable et Humphrey Bogart comme acteurs principaux; or, en réalité, les rôles titres étaient tenus par Sean Connery, Michael Caine et Christopher Plummer. Ce film était un projet désiré et imaginé par John Huston depuis 25 ans; il avait effectivement envisagé de tourner le film avec Clark Gable et Humphrey Bogart comme interprètes, mais le décès de ceux-ci (respectivement en 1960 et 1957) le contraignit à y renoncer.

### Épisode 6:Un monde fraternel
- Titre original : Oh Brother, Where Art Thou ?
- Numéro(s) : 54 (4-06)
- Scénariste : Bill Dial et Marc Scott Zicree
- Réalisateur : David Peckinpah
- Diffusion(s) :
  -  États-Unis : 6 juillet 1998 sur Sci Fi Channel
  -  France : 6 mars 2000 sur M6
- Résumé :

Les glisseurs, qui sont sur un monde amish, parviennent à retrouver Colin, le frère de Quinn. Colin n’avait pas été localisé car sa famille a été tuée par une grippe espagnole et qu’il avait déménagé plusieurs fois. Après l’avoir convaincu de glisser avec eux, ils arrivent sur une Terre où on peut payer par ADN bancaire, mais Colin, qui est encore trop naïf, est embarqué, bien malgré eux dans son premier quiproquo.
- Commentaire : 
  - À partir de cet épisode, Charlie O'Connell reste dans la série jusqu’au final de la quatrième saison. Il avait déjà joué dans deux épisodes précédents : Le Monde de Chronos (saison 2) dans le rôle de Kit Richards et Un monde enchanté (saison 3) dans le rôle de l'officier O'Hara.
  - Lors de l'épilogue de l'épisode précédent, Quinn annonce que la prochaine glisse les mènera sur le monde de son frère. Pourtant, les glisseurs ne portent plus les mêmes vêtements entre l'épisode 5 et celui-ci.

### Épisode 7:Un monde heureux
- Titre original : Just Say Yes
- Numéro(s) : 55 (4-07)
- Scénariste : Richard Manning
- Réalisateur : Jefferson Kibbee
- Diffusion(s) :
  -  États-Unis : 13 juillet 1998 sur Sci Fi Channel
  -  France : 7 mars 2000 sur M6
- Résumé :

Les glisseurs atterrissent dans un placard à balais et Quinn et Maggie ne cessent de se disputer sous le regard goguenard de Rembrandt et celui ahuri de Colin. Un policier, Damon, calme Maggie avec un tranquillisant et la rend complètement joyeuse. Damon veut toucher Quinn, mais celui-ci esquive et c’est Colin qui, à son tour, est frappé par une flèche. Colin et Maggie sont envoyés dans un centre de désintoxication et Quinn et Rembrandt, de leur côté, vont tenter le tout pour le tout afin de sauver leurs amis, mais ils devront également échapper à un agent du FBI qui prend Quinn pour un activiste anti-drogue.
- Commentaire : 
  - Cet épisode fait référence à Just Say No, campagne anti–drogues menée par Nancy Reagan.
  - J. August Richards, alias Gunn dans la série Angel, apparaît dans le rôle de Damon

### Épisode 8:Un monde fantomatique
- Titre original : The Alternateville Horror
- Numéro(s) : 56 (4-08)
- Scénariste : Chris Black
- Réalisateur : David Grossman
- Diffusion(s) :
  -  États-Unis : 20 juillet 1998 sur Sci Fi Channel
  -  France : 8 mars 2000 sur M6
- Résumé :

Les glisseurs sont sur une terre de pluies acides. Ils sont obligés de se réfugier à l’hôtel pour y échapper, et apprennent qu’à l’exception d’un chasseur de fantômes, ils sont les seuls clients. Colin, resté dans la chambre, a la visite d’un jeune garçon et après avoir franchi un vortex, il devient un fantôme et rencontre les doubles de ses amis. Quinn, Maggie et Rembrandt décident d’aider la propriétaire de l’hôtel à retrouver son fils. Tout en empêchant le chasseur de fantômes de dérégler le minuteur.
- Commentaire :

### Épisode 9:Un monde sans issue
- Titre original : Slidecage
- Numéro(s) : 57 (4-09)
- Scénariste : Marc Scott Zicree
- Réalisateur : Jerry O'Connell
- Diffusion(s) :
  -  États-Unis : 27 juillet 1998 sur Sci Fi Channel
  -  France : 9 mars 2000 sur M6
- Résumé :

Quinn croyait avoir trouvé un moyen pour rentrer sur sa terre d’origine, mais au lieu de cela, les glisseurs se retrouvent sur une Terre où ils sont emprisonnés avec des humains et des Kromaggs. Maggie est sauvée à la dernière minute par un homme mystérieux, tandis que Rembrandt est pris en otage…
- Commentaire :
- Episode réalisé par Jerry O'Connell.
- John Walcutt (Michael Mallory) apparaît dans cet épisode.
- Reiner Schöne (Kolitar) apparaît également dans l'épisode un monde cupide (saison 4, épisode 18).

### Épisode 10:Un monde dévasté
- Titre original : Asylum
- Numéro(s) : 58 (4-10)
- Scénariste : Bill Dial
- Réalisateur : Michael Miller
- Diffusion(s) :
  -  États-Unis : 17 août 1998 sur Sci Fi Channel
  -  France : 10 mars 2000 sur M6
- Résumé :

Les glisseurs sautent d’un avion dans un monde où la Californie du Sud a fait Secession. Ils arrivent alors sur une nouvelle Terre où Margaret Thatcher a pactisé avec les Kromaggs avant de les vaincre. Quinn et Rembrandt, blessés, sont emmenés à l’hôpital. Rembrandt se remet doucement de ses blessures et tombe sous le charme de son médecin, sans se douter un seul instant qu’elle travaille pour les Kromaggs. Maggie quant à elle, ne reste pas insensible aux charmes d’un journaliste, qui est en fait un membre des services secrets. Une fois que Colin a découvert la vérité, les glisseurs tentent de faire ce qu’ils peuvent pour sauver Quinn, dont l’état ne cesse de s’aggraver.
- Commentaire :

### Épisode 11:Un monde de répression
- Titre original : California Reich
- Numéro(s) : 59 (4-11)
- Scénariste : Scott Smith Miller
- Réalisateur : Robert M. Williams Jr
- Diffusion(s) :
  -  États-Unis : 24 août 1998 sur Sci Fi Channel
  -  France : 13 mars 2000 sur M6
- Résumé :

Les glisseurs arrivent sur une nouvelle Terre où la Seconde Guerre Mondiale ne s’est jamais déroulée, ce qui veut dire que le nazisme ne s’est pas seulement dressé contre les Juifs mais contre toute personne n’étant pas américaine. Par conséquent, Rembrandt, parce qu’il est noir, est arrêté. Il rencontre Harold, un prisonnier, et tente de le convaincre de s’évader avec lui. Pendant ce temps, Quinn, Maggie et Colin rencontrent un soldat, qui a arrêté Rembrandt. Le soldat accepte de les aider lorsqu’il découvre que sa mère est elle aussi arrêtée.
- Commentaire :
  - Shane West apparaît dans le rôle de Kirk.
  - Carl Gabriel Yorke (Directeur) apparaît également dans l'épisode un monde de cobayes (saison 4, épisode 3).

### Épisode 12:Un monde inhumain
- Titre original : Dying Fields
- Numéro(s) : 60 (4-12)
- Scénariste : William Bigelow
- Réalisateur : David Peckinpah
- Diffusion(s) :
  -  États-Unis : 31 août 1998 sur Sci Fi Channel
  -  France : 14 mars 2000 sur M6
- Résumé :

Les Sliders arrivent dans un monde paradisiaque mais qui se révèle vite être un véritable terrain de chasse à l'homme qui sert d'entraînement aux Kromaggs. Ils y retrouvent une jeune femme, une des seules rescapées de la race humaine qui doit tenter d'échapper aux armes meurtrières des Kromaggs.
- Commentaire :
  - Kristen Dalton apparaît dans le rôle de Kira.
  - Marshall Teague (General Kronus) apparaît également dans l'épisode un monde cupide (saison 4, épisode 18).

### Épisode 13:Un monde télévisé
- Titre original : Lipschitz Live!
- Numéro(s) : 61 (4-13)
- Scénariste : Keith Damron
- Réalisateur : Jerry O'Connell
- Diffusion(s) :
  -  États-Unis : 30 novembre 1998 sur Sci Fi Channel
  -  France : 15 mars 2000 sur M6
- Résumé :

Quinn arrive seul dans un monde où la télévision a pris une place très importante. Pour retrouver ses amis, il décide de participer à une émission télévisée très populaire traitant des problèmes surnaturels. Colin, qui lui aussi arrive seul, tente de joindre Quinn, mais il est enlevé par les hommes de main du beau-père de son double et il est forcé de se marier à une inconnue. Pendant ce temps, le double de Colin est retrouvé par Maggie et Rembrandt.
- Commentaire :
- Épisode réalisé par Jerry O'Connell.
- Une allusion est faite à l'épisode un monde sans technologie (saison 2, épisode 7).
- Une allusion est faite à l'épisode un monde surpeuplé (saison 4, épisode 5).
- Israel Juarbe (Gomez Calhoun) apparaît également dans l'épisode un monde en déroute (saison 4, épisode 21).
- C'est la première et unique fois où Rembrandt reprend une célèbre expression biblique du Professeur Arturo, qui est "Jésus Marie Joseph".

### Épisode 14:Un monde de retrouvailles
- Titre original : Mother and Child
- Numéro(s) : 62 (4-14)
- Scénariste : Richard Manning
- Réalisateur : Elaine Head
- Diffusion(s) :
  -  États-Unis : 7 décembre 1998 sur Sci Fi Channel
  -  France : 16 mars 2000 sur M6
- Résumé :

Les Sliders arrivent dans un monde où une jeune femme, Christina, s'est échappée d'un camp d'élevage Kromagg avec son bébé, moitié humain, moitié Kromagg. Christina a connu Wade, qui était elle aussi prisonnière. Ils retrouvent les coordonnées du monde dont Christina est originaire, mais glissent avant de pouvoir découvrir où Wade a été envoyée.
- Commentaire :
- Une allusion est faite à l'épisode un monde inhumain (saison 4, épisode 12).

### Épisode 15:Un monde connecté
- Titre original : Net Worth
- Numéro(s) : 63 (4-15)
- Scénariste : Steve Stoliar
- Réalisateur : Paul Lynch
- Diffusion(s) :
  -  États-Unis : 14 décembre 1998 sur Sci Fi Channel
  -  France : 17 mars 2000 sur M6
- Invité :

Mark Sheppard
- Résumé :

En arrivant sur une nouvelle Terre, les glisseurs sont séparés en deux groupes : Quinn et Rembrant d'un côté derrière une baie vitrée (les connectés) et Colin et Maggie de l'autre (les non-connectés), se retrouvant dans la rue. Colin et Maggie tentent de venir en aide à un jeune homme nommé Rick, qui vit avec sa mère, dans les quartiers pauvres, celui des non-connectés, de la ville. Cependant, Rick est amoureux d’une jeune femme, Joann, qu’il n’a jamais vue mais avec laquelle il parle depuis longtemps sur internet. Quant à Joann, elle vient des quartiers riches résidant dans le quartier des connectés et fait la rencontre de Quinn et Rembrandt. Elle prend très vite Quinn pour Rick.
- Commentaire :

### Épisode 16:Un monde robotisé
- Titre original : Slide by Wire
- Numéro(s) : 64 (4-16)
- Scénariste : Chris Black
- Réalisateur : Robert A. Hudececk
- Diffusion(s) :
  -  États-Unis : 18 janvier 1999 sur Sci Fi Channel
  -  France : 20 mars 2000 sur M6
- Résumé :

Maggie est kidnappée par son double qui usurpe son identité et glisse avec les autres dans un monde qui vit au moyen âge et puni de mort toute personne utilisant la technologie moderne. Elle en profite pour séduire Quinn, mais bientôt, Rembrandt est arrêté parce qu’il possède le minuteur. Pendant ce temps, la vraie Maggie est sur une Terre très proche de la sienne et rencontre le double de son mari disparu.
- Commentaire : 
  - John DeMita (Dr Steven Jensen) interprète le mari de Maggie. À noter qu'il ne s'agit plus du même acteur que dans l'épisode un monde d'exode (saison 3, épisodes 16 et 17).

### Épisode 17:Un monde de synthèse
- Titre original : Data World
- Numéro(s) : 65 (4-17)
- Scénariste : Joel Metzger
- Réalisateur : Jerry O'Connell
- Diffusion(s) :
  -  États-Unis : 19 mars 1999 sur Sci Fi Channel
  -  France : 21 mars 2000 sur M6
- Résumé :

Les Sliders arrivent dans un monde où les humains sont forcés d’errer dans les rues tandis que leurs âmes peuvent loger en toute sécurité à l’hôtel. Ils font la connaissance d’un hacker nommé Mac qui décide de les aider à combattre le propriétaire de l’hôtel, Archibald Chandler, bien décidé à garder nos amis prisonniers de son hôtel, et à télécharger la mémoire de Quinn.
- Commentaire
  - Phil Fondacaro apparaît dans le rôle de Mac
  - L'acteur est doublé par le comédien français, Michel Lasorne qui double aussi David Schwimmer, dans le rôle de Ross Geller de la série Friends, celui-ci prononce à plusieurs reprises le nom de l'hôtel qui n'est autre que... Chandler, autre nom porté par un personnage de la série Friends.
  - Episode réalisé par Jerry O'Connell.
  - Quinn est doué aux échecs.

### Épisode 18:Un monde cupide
- Titre original : Way out West
- Numéro(s) : 66 (4-18)
- Scénariste : Chris Black
- Réalisateur : David Peckinpah
- Diffusion(s) :
  -  États-Unis : 26 mars 1999 sur Sci Fi Channel
  -  France : 22 mars 2000 sur M6
- Résumé :

Les glisseurs glissent d’un monde polaire et arrivent dans un monde où les humains vivent encore à la mode Western. Alors qu’ils prennent la diligence, leur convoi est attaqué. Un avocat offre son aide à Maggie. Colin, quant à lui, est blessé et tombe. Il est recueilli par une femme et sa fille. Mais un Kromagg, qui compte bien se débarrasser des glisseurs, usurpe l’identité de Quinn, de sorte que lui et Rembrandt soient pendus.
- Commentaire :
- Basé sur une histoire de Jerry O'Connell.
- Kari Wuhrer chante réellement dans cet épisode.
- Colin est un as de la gâchette.
- Reiner Schöne (Kolitar) apparaît également dans l'épisode un monde sans issue (saison 4, épisode 9).
- Marshall Teague (Shériff Redfield) apparaît également dans l'épisode un monde inhumain (saison 4, épisode 12).

### Épisode 19:Un monde de clones
- Titre original : My Brother’s Keeper
- Numéro(s) : 67 (4-19)
- Scénariste : Doug Molitor
- Réalisateur : Reza S. Badiyi
- Diffusion(s) :
  -  États-Unis : 2 avril 1999 sur Sci Fi Channel
  -  France : 23 mars 2000 sur M6
- Résumé :

Sur ce monde, chacun possède un clone sur qui prélever des organes en cas d’accident. Quinn, qui veut aider son double, qui s’est brûlé aux yeux pour avoir testé un laser trop puissant sans protection oculaire, est pris pour un clone. Frappé avec un pistolet paralysant, il perd conscience et se réveille dans un hôpital où il rencontre le double de son père biologique. Maggie, Rembrandt et Colin décident d’aller le délivrer, mais dans la confusion, ils se trompent et embarquent le vrai clone de Quinn.
- Commentaire :
  - Malcolm-Jamal Warner apparaît dans le rôle de R.J.
  - John Walcutt (Michael Mallory) apparaît dans cet épisode.

### Épisode 20:Un monde d'élus
- Titre original : The Chasm
- Numéro(s) : 68 (4-20)
- Scénariste : William Bigelow
- Réalisateur : Robert A. Hudececk
- Diffusion(s) :
  -  États-Unis : 9 avril 1999 sur Sci Fi Channel
  -  France : 24 mars 2000 sur M6
- Résumé :

Les glisseurs arrivent sur un monde où tout le monde est heureux car une personne est chargée de capter toutes les énergies négatives de la ville. Lorsque cette personne a atteint le maximum de charge négative, elle saute dans un gouffre pendant qu’une autre la remplace. Ayant vu une petite fille sauter, Rembrandt devient le nouvel élu puis c’est le tour de Maggie. Quinn, quant à lui, commence à se sentir étrangement décontracté.
- Commentaire :

### Épisode 21:Un monde en déroute
- Titre original : Roads Taken
- Numéro(s) : 69 (4-21)
- Scénariste : Bill Dial
- Réalisateur : Jerry O'Connell
- Diffusion(s) :
  -  États-Unis : 16 avril 1999 sur Sci Fi Channel
  -  France : 27 mars 2000 sur M6
- Résumé :

Rembrandt et Colin arrivent assez violemment dans un monde en guerre contre le Mexique, après que l’économie de Microsoft se soit effondrée. Ils se demandent où sont passés Quinn et Maggie, mais ceux-ci arrivent juste après, en disant que leur glisse était la plus confortable qu’ils aient jamais connue. Au Chandler, Quinn et Maggie tombent vite malade et sont mis en quarantaine. Un homme qui se prétend leur fils dans le futur vient alors apporter son aide à Rembrandt et à Colin.
- Commentaire :
- Episode réalisé par Jerry O'Connell.
- Israel Juarbe (Gomez Calhoun) apparaît également dans l'épisode un monde télévisé (saison 4, épisode 13).
- Une allusion est faite à l'épisode un monde fantomatique (saison 4, épisode 8).

### Épisode 22:Un monde d'illusions
- Titre original : Revelations
- Numéro(s) : 70 (4-22)
- Scénariste : Bill Dial
- Réalisateur : Robert M. Williams Jr
- Diffusion(s) :
  -  États-Unis : 23 avril 1999 sur Sci Fi Channel
  -  France : 28 mars 2000 sur M6
- Résumé :

Après être restés assez longtemps dans un monde de géants, les glisseurs arrivent sur une Terre où ils devront passer 624 heures soit environ 26 jours. En lisant des livres de science-fiction, Rembrandt remarque certaines ressemblances des personnages avec les Kromaggs et décide de contacter l’auteur du livre, un certain Isaac Clark qui vit avec sa fille dans une maison isolée. Le groupe, accompagné des Clark glisse sur une nouvelle Terre où Clark retrouve son frère. Rembrandt souhaite rester sur sa terre d’origine, et Maggie, qui n’a plus rien, décide de s’installer avec Quinn et Colin. Mais lorsqu’il retrouve le frère de Clark, Rembrandt apprend une vérité plutôt sombre…
- Commentaire : 
  - C'est le dernier épisode avec Jerry et Charlie O'Connell, ils ne reprendront pas leur rôle dans la cinquième saison, et seront remplacés lors du premier épisode, de cette saison suivante par des doublures.
  - John Walcutt (Michael Mallory) apparaît dans cet épisode.
  - Le rôle du Professeur Robert J. Clark est tenu par Ken Jenkins qui a ensuite interprété le Dr Bob Kelso dans la série Scrubs. À noter, que l'acteur reviendra dans la saison 5 épisode 16 dans le rôle du Professeur Jack Bigelow.
  - Jerry Hardin interprète Isaac Clark, auteur de livre de science-fiction.
  - Kristanna Loken apparaît dans le rôle de Catherine Clark.
  - Une allusion est faite au film Psychose.
  - Une allusion est faite à l'épisode un  monde sans issue (saison 4, épisode 09).